# Río Cañar (vattendrag i Ecuador)
Río Cañar är ett vattendrag i Ecuador. Det ligger i den sydvästra delen av landet, 290 km söder om huvudstaden Quito.